# 爱德华·范·贝纳姆
爱德华·亚历山大·范·贝纳姆（荷蘭語：Eduard Alexander van Beinum，荷蘭語發音：[ˈɛdu̯ɑrd ʋɑn ˈbɛi̯nəm]；1900年9月3日—1959年4月13日），荷兰指挥家。

## 生平

### 早年生活
范·贝纳姆出生于荷兰的阿纳姆，从小学习小提琴和钢琴。他的祖父是一个军乐队的指挥，父亲在当地交响乐团Arnhemse Orkest（后来的Het Gelders Orkest）中演奏低音提琴，哥哥Co van Beinum是一名小提琴手，后来两兄弟演出过小提琴钢琴二重奏。贝纳姆在阿纳姆管弦乐团（Arnhem Orchestra）中演奏一年小提琴之后，17岁时进入阿姆斯特丹音乐学院，曾指挥过斯希丹和聚特芬的业余乐团，以及阿姆斯特丹圣尼古拉斯教堂合唱团。

### 音乐厅管弦乐团
范·贝纳姆于1927年至1931年担任哈勒姆管弦乐团（Haarlem Orchestral Society）的指挥。1929年，范·贝纳姆首次指挥阿姆斯特丹音乐厅管弦乐团。1931年成为第二指挥，为威廉·门格尔伯格的副手。1938年，与门格尔伯格一同被任命为联合首席指挥。二战结束后，门格尔伯格因亲纳粹的立场而被禁止指挥。根据凯斯·维瑟（Kees Wisse）的说法，范·贝纳姆则“憎恨纳粹并尽可能地保持冷漠”，他拒绝指挥1943年纳粹举办的慈善音乐会，并以辞职为要挟。范·贝纳姆在战后去纳粹化中仍受到谴责，但未影响他自1945年起接任阿姆斯特丹乐团的首席指挥之职。
1947年，范·贝纳姆成为伦敦爱乐乐团的首席指挥，但在成功完成两个乐季后离开。根据迈克尔·肯尼迪的阿德里安·博尔特传记，范贝纳姆“身体状况不佳”，这导致伦敦爱乐寻求博尔特作为他的继任者。总体上，范·贝纳姆患有包括心脏病的健康问题，这使他无法在音乐厅管弦乐团1950年至1951年乐季中更多地指挥。
1954年，范·贝纳姆与费城管弦乐团首次在美国进行客座指挥。他于1954年晚些时候带领音乐厅管弦乐团进行了首次美国巡演。1956年，在范·贝纳姆与音乐厅管弦乐团合作25周年之际，他被授予奥兰治-拿骚勋章大官，还获得了阿姆斯特丹大学的荣誉博士学位。在荷兰以外，1956年至1959年间，他还担任洛杉矶爱乐乐团的音乐总监。
1959年4月13日，在音乐厅管弦乐团排练勃拉姆斯的第一交响曲作时，范·贝纳姆突发心脏病去世。他葬于费吕沃地区的哈尔德伦，当地有其一处住所。爱德华·范·贝努姆基金会于1960年成立。
范·贝纳姆嫁给了音乐厅管弦乐团的小提琴手塞法·扬森（Sepha Jansen）。2000年，他们的儿子Bart van Beinum出版了一本关于他父亲的书《爱德华·范·贝努姆：关于他的生活和工作》（Eduard van Beinum, over zijn leven en werk ）。2004 年，Truus de Leur出版了她的范·贝纳姆的传记《爱德华·范·贝努姆，1900－1959：音乐家中的音乐家》（Eduard van Beinum, 1900-1959 - Musicus tussen musici）。de Leur评论说，在她的研究过程中，她寻找了范·贝纳姆性格中的消极和积极方面：
|  | 我确实寻找过，我的编辑也告诫我不要写成圣徒的传记。但却一无所获。你只能找到范·贝纳姆的积极一面。 （Ik heb echt gezocht, ook al omdat mijn redacteuren mij waarschuwden dat het geen hagiografie mocht worden. Maar ik heb niets kunnen vinden. Over van Beinum kom je alleen maar positieve dingen tegen.） |